# 横須賀市立浦郷小学校
横須賀市立浦郷小学校（よこすかしりつ うらごうしょうがっこう）とは神奈川県横須賀市追浜東町にある、公立小学校である。

## 沿革
。
- 1874年（明治7年） - 本浦学舎、南浦学舎、北浦学舎を統合し、本浦学舎として開校。
- 1883年（明治16年） - 村立浦郷小学校に改称。
- 1888年（明治21年） - 公立浦郷小学校に改称。
- 1941年（昭和16年） - 国民学校令により、横須賀市浦郷国民学校に改称。
- 1947年（昭和22年） - 学校教育法により、現校名に改称。
- 1960年（昭和35年） - 分校が夏島小学校として独立。
- 2015年（平成27年） - 新校舎ができる。

## 通学区域
2022年度は以下の通りである。
- 浦郷町1丁目～3丁目
- 追浜東町1丁目、2丁目(30番地13、33番地6、33番地17を除く。)、3丁目（58番～61番、64番～69番を除く）
- 浜見台
- 追浜町1丁目、2丁目（3番地～7番地、13番地～15番地を除く）、3丁目（1番地～17番地を除く）

また、追浜町3丁目5～17番、追浜本町1丁目14～39番は追浜小学校の通学区域であるが、本校に通うことができる。

## 進学先中学校
本校の通学区域がそれとなっているのは横須賀市立追浜中学校である。
また、公立学校選択制により、以下の学校も選択できる。
- 横須賀市立田浦中学校
- 横須賀市立鷹取中学校